# E. Evangelia
Die E. Evangelia ist ein Schiffswrack an der Küste von Rumänien.
Das Frachtschiff wurde auf der Werft Harland & Wolff Ltd in Belfast (Nordirland) 1942 gebaut. Am 15. Oktober 1968 lief es im Schwarzen Meer bei Costinești auf eine Sandbank auf. Das Wrack liegt auf Position 43° 57′ 39″ N, 28° 39′ 2″ O und ist heute eine Touristenattraktion.